# John Joseph O'Connor
John O'Connor (Filadelfia, 15 de enero de 1920 - Nueva York, 3 de mayo de 2000) fue un sacerdote católico y militar estadounidense, nombrado obispo de Scraton en 1983, arzobispo de Nueva York en 1984 y creado cardenal de la Iglesia católica en 1985.

## Biografía
John O'Connor nació el 15 de enero de 1920 en Filadelfia, siendo el cuarto de los cinco hijos del irlandés Thomas J. O'Connor y la judía conversa Dorothy Magdalene Gumple. Realizó sus primeros estudios en una escuela pública de Filadelfia y desde el tercer grado de secundario pasó a la West Philadelphia Catholic High School for Boys. Decidió seguir la carrera eclesiástica e ingresó al Seminario de San Carlos Borromeo. Al terminar sus estudios en filosofía y teología fue ordenado sacerdote el 15 de diciembre de 1945, por Hugh Louis Lamb, obispo auxiliar de Filadelfia.
O'Connor ocupó los cargos eclesiásticos de profesor en la St. James High School en Chester (Pennsylvania), capellán militar de las fuerzas armadas estadounidense desde 1952 (participó activamente en la guerra de Corea) y prelado de honor de Su Santidad desde 1966. Hizo una maestría en ética avanzada en la Universidad Villanova y un doctorado en ciencias políticas en la Universidad de Georgetown.
El 24 de abril de 1979, O'Connor fue nombrado obispo auxiliar del Vicariato Militar para los Estados Unidos (actualmente arquidiócesis de los Servicios Militares de Estados Unidos, por el papa Juan Pablo II, al tiempo que le hacía obispo titular de Cursula. El mismo pontífice le consagró obispo 27 de mayo de 1979 en la Basílica de San Pedro en el Vaticano. El 6 de mayo de 1983 fue transferido a la sede de Scranton y el 26 de enero de 1984 a la arquidiócesis de Nueva York. Finalmente, el mismo papa, le creó cardenal el 26 de mayo de 1985.
Durante su episcopado, O'Connor se ha caracterizado por su defensa a la vida, razón por la cual trabajó siempre en contra de las leyes del aborto y la eutanasia. Fundó en 1991 un instituto de religiosas provida con el nombre de Hermanas de la Vida. A pesar de haber sido capellán militar por muchos años de su vida, se opuso a algunas campañas militares de los Estados Unidos contra Afganistán, Sudán, Yugoslavia, entre otras. Defendió la libre formación de sindicatos, apoyando abiertamente algunas de las luchas sindicales de su diócesis, razón por la cual, el cardenal fue conocido popularmente, como el «santo patrón de los trabajadores». El prelado jugó un papel activo en el diálogo judío-católico y denunció enérgicamente el antisemitismo, obteniendo con ello un reconocimiento de parte del Consejo Judío para los Asuntos Públicos.
John O'Connor murió el 3 de mayo de 2000 en la residencia del arzobispo de Nueva York y fue enterrado en la cripta debajo del altar mayor de la catedral de San Patricio.